# 존 더스 패서스
존 더스 패서스(John Dos Passos, 1896년 1월 14일 ~ 1970년 9월 28일)는 미국의 소설가이다.